# Wings of the Wild
Wings of the Wild é o quinto álbum de estúdio da artista musical australiana Delta Goodrem. Foi lançado em 1 de julho de 2016, através da Sony Music Australia .  Uma continuação de seu último álbum de estúdio, Child of the Universe (2012), foi seu primeiro álbum de estúdio em quatro anos.
O álbum foi precedido pelo lançamento de seu primeiro single, "Wings", que estreou no número oito na ARIA Singles Chart, finalmente atingindo a primeira colocação por duas semanas consecutivas.  O segundo single do álbum, "Dear Life", foi lançado em 6 de maio de 2016, onde estreou e alcançou o terceiro lugar no ARIA Singles Chart.

## Antecedentes e desenvolvimento
Em 23 de junho de 2016, Goodrem anunciou planos para o lançamento do álbum.  Ela descreveu os temas do álbum como selvageria, crueza e liberdade.

## Singles
"Wings" foi lançado como o primeiro single do álbum em 24 de julho de 2015. A música estreou no ARIA Singles Chart no número oito da semana que terminou em 9 de agosto de 2015; na semana seguinte, a faixa alcançou o número um na tabela, mantendo sua posição por duas semanas consecutivas.  Pouco tempo depois, tornou-se número um na Letônia. O segundo single do álbum, "Dear Life" foi lançado em 6 de maio de 2016. A canção estreou e chegou ao número três, e se tornou um número um surpresa na Ucrânia. "Enough" foi lançado como o terceiro single do álbum em 24 de junho de 2016, juntamente com a pré-venda do álbum. A música chegou ao número 27. "The River" foi lançado como o quarto single do álbum; seu videoclipe estreou via Facebook em 23 de setembro de 2016.  A música "Only Human" foi lançada como single independente em 13 de março de 2015, mas depois foi incluída na lista final de faixas. O single atingiu o número 46.

## Recepção critica
| Críticas profissionais | Críticas profissionais |
| Avaliações da crítica  | Avaliações da crítica  |
| Fonte                  | Avaliação              |
| ---------------------- | ---------------------- |
| Renowned for Sound     | [ 4 ]                  |
| Herald Sun             | [ 5 ]                  |
| auspOp                 | [ 6 ]                  |
| Sydney Morning Herald  | [ 7 ]                  |

 O álbum recebeu avaliações positivas dos críticos. Jessica Mule, da Renowned For Sound, disse: "Você teria que ser surdo para não pegar nada menos que sutil, 'you can’t pull me down anymore', desinteressado, auto-capacitado motivo do novo álbum de Delta" adicionando "Nós descobrimos através dos álbuns a falta deliberada de faixas sobre amor romântico, que Delta é mais forte em canções que lembram a necessidade de elevar e encorajar, motivar... isso ajuda a distingui-la dos principais artistas da indústria." adicionando que "Wings of the Wild pode ser apenas o álbum mais forte de Delta desde o Innocent Eyes".
Cameron Adams, do tabloide Herald Sun, disse que "Wings of the Wild é seu lançamento mais confiante e poderoso".  Adams elogiou os "riscos e experimentos que ninguém viu".
David, do portal auspOp, afirmou que Goodrem "criou um grande álbum de música pop. Do começo ao fim, o álbum é uma coleção clássica e atemporal de faixas." adicionando que "é um álbum de um artista australiana verdadeiramente impressionante e é o mais consistente de Delta até o momento."
Bernard Zuel, do Sydney Morning Herald, foi menos favorável.  Ele questionou "quem é Delta Goodrem, realmente?" especialmente criticando as letras de "Dear Life", o 'sem sentido' de "The River", o 'bombástico' de 'I'm Not Giving Up' e o 'cover bizarramente incompreensível' de "I Believe in a Thing Called Love".

## Lista de faixas
Créditos adaptados dos metadados da iTunes Store.
| N.º            | Título                             | Compositor(es)                                                                 | Produtor(es)           | Duração |  |
| 1.             | "Feline"                           | Delta Goodrem Nathaniel Motte Vince Pizzinga Sean Foreman                      | Goodrem Pizzinga Motte | 4:15    |  |
| 2.             | "Wings"                            | Goodrem Anthony Egizii David Musumeci                                          | DNA                    | 3:25    |  |
| 3.             | "Dear Life"                        | Goodrem Egizii Musumeci                                                        | Goodrem DNA            | 3:09    |  |
| 4.             | "Just Call"                        | Goodrem Jon Hume Egizii                                                        | Goodrem Hume           | 4:01    |  |
| 5.             | "In the Name of Love"              | Goodrem Egizii Musumeci                                                        | Goodrem DNA            | 3:12    |  |
| 6.             | "Enough" (com Gizzle)              | Goodrem Glenda "Gizzle" Proby Johnny Powers Pizzinga Ameerah Roelants Zac Poor | Powers                 | 4:28    |  |
| 7.             | "Heavy"                            | Goodrem Martin Johnson                                                         | Johnson                | 4:19    |  |
| 8.             | "Only Human"                       | Goodrem Pizzinga Pete Nappi                                                    | Goodrem Nappi Pizzinga | 3:27    |  |
| 9.             | "The River"                        | Goodrem David Hodges Steven Solomon                                            | Hodges                 | 3:04    |  |
| 10.            | "I'm Not Giving Up"                | Goodrem Dave Bassett Solomon                                                   | Bassett                | 4:36    |  |
| 11.            | "Encore"                           | Goodrem Johnson Sam Hollander                                                  | Johnson                | 4:04    |  |
| 12.            | "Hold On"                          | Goodrem Egizii Musumeci Pizzinga                                               | Goodrem DNA            | 3:40    |  |
| 13.            | "I Believe in a Thing Called Love" | Justin Hawkins Dan Hawkins Ed Graham Frankie Poullain                          | Goodrem Pizzinga       | 3:35    |  |
| Duração total: | Duração total:                     | Duração total:                                                                 | Duração total:         | 49:15   |  |

| Versão DVD da Australian Tour Edition |                                                |         |  |
| N.º                                   | Título                                         | Duração |  |
| 1.                                    | "Born to Try" (vídeo musical)                  |         |  |
| 2.                                    | "Lost Without You" (vídeo musical)             |         |  |
| 3.                                    | "Innocent Eyes" (vídeo musical)                |         |  |
| 4.                                    | "Not Me, Not I" (vídeo musical)                |         |  |
| 5.                                    | "Predictable" (vídeo musical)                  |         |  |
| 6.                                    | "Out of the Blue" (vídeo musical)              |         |  |
| 7.                                    | "Almost Here" (vídeo musical)                  |         |  |
| 8.                                    | "Mistaken Identity" (vídeo musical)            |         |  |
| 9.                                    | "Be Strong" (vídeo musical)                    |         |  |
| 10.                                   | "A Little Too Late" (vídeo musical)            |         |  |
| 11.                                   | "In This Life" (vídeo musical)                 |         |  |
| 12.                                   | "Believe Again" (vídeo musical)                |         |  |
| 13.                                   | "You Will Only Break My Heart" (vídeo musical) |         |  |
| 14.                                   | "I Can't Break It to My Heart" (vídeo musical) |         |  |
| 15.                                   | "Sitting on Top of the World" (vídeo musical)  |         |  |
| 16.                                   | "Wish You Were Here" (vídeo musical)           |         |  |
| 17.                                   | "Dancing with a Broken Heart" (vídeo musical)  |         |  |
| 18.                                   | "Wings" (vídeo musical)                        |         |  |
| 19.                                   | "Dear Life" (vídeo musical)                    |         |  |
| 20.                                   | "Enough" (vídeo musical)                       |         |  |
| 21.                                   | "The River"                                    |         |  |

## Desempenho nas tabelas musicais
| Tabela musical (2018)              | Melhor posição |
| ---------------------------------- | -------------- |
| Austrália (ARIA)                   | 1              |
| Nova Zelândia (RMNZ)               | 8              |
| Escócia (Official Scottish Albums) | 97             |
| Reino Unido (UK Albums Chart)      | 129            |
| UK Album Downloads (OCC)           | 28             |
| UK Album Sales (OCC)               | 94             |

| Tabela musical (2016)    | Posição |
| ------------------------ | ------- |
| Australian Albums (ARIA) | 26      |

## Certificações
| Região | Certificação | Unidades certificadas / vendas |
| --- | ------------ | ------------------------------ |
| Austrália (ARIA)                                                                                           | Ouro         | 35.000 ^                       |
| * números de vendas baseados somente em certificação ^ Números de unidades com base apenas na certificação |              |                                |

## Histórico de lançamento
| Data                  | Formato(s)          | Gravadora            | Edição       | Catálogo    | Ref.   |
| --------------------- | ------------------- | -------------------- | ------------ | ----------- | ------ |
| 1º de julho de 2016   | CD download digital | Sony Music Australia | Padrão       | 88985352572 | [ 8 ]  |
| 28 de outubro de 2016 | CD + DVD            | Sony Music Australia | Tour Edition | 88985386952 | [ 17 ] |